# Пуэрто-Рико на летних Олимпийских играх 1976
Пуэрто-Рико принимало участие в Летних Олимпийских играх 1976 года в Монреале (Канада) в восьмой раз за свою историю, и завоевало одну бронзовую медаль.

## Бронза
- Бокс, мужчины — Орландо Мальдонадо[1].

## Состав сборной
Сборную страны представляли 80 спортсменов: 73 мужчин и 7 женщин, они соревновались в 12 видах спорта:
- баскетбол
- бокс
- борьба
- дзюдо
- конный спорт
- лёгкая атлетика
- парусный спорт
- плавание
- стрельба
- стрельба из лука
- тяжёлая атлетика
- фехтование.

Младшей участницей сборной была 12-летняя пловчиха Даяна Хатлер, старшим — 50-летний яхтсмен Джеймс Фейрбэнк.  Знаменосцем на церемонии открытия был легкоатлет Теофило Колон.

## Результаты

### Баскетбол
9 место. 

### Бокс
Соревнования прошли с 18 по 31 июля. Традиционно в каждой весовой категории бронзовые медали вручались обоим боксёрам, проигравшим в полуфинале, так что Орландо Мальдонадо и Паяо Пунтарат — разделили  место в категории до 48 кг.

### Плавание
Мужчины
Карлос Беррокаль проплыл 100 метров на спине за 57,28 и занял 4 место. 